# Hotel Shelbourne
El Hotel Shelbourne es un conocido hotel famoso de Dublín, Irlanda, situado en el lado del norte de St Stephen's Green. Actualmente es operado por Marriott Internacional y cuenta con 265 habitaciones.

## Historia

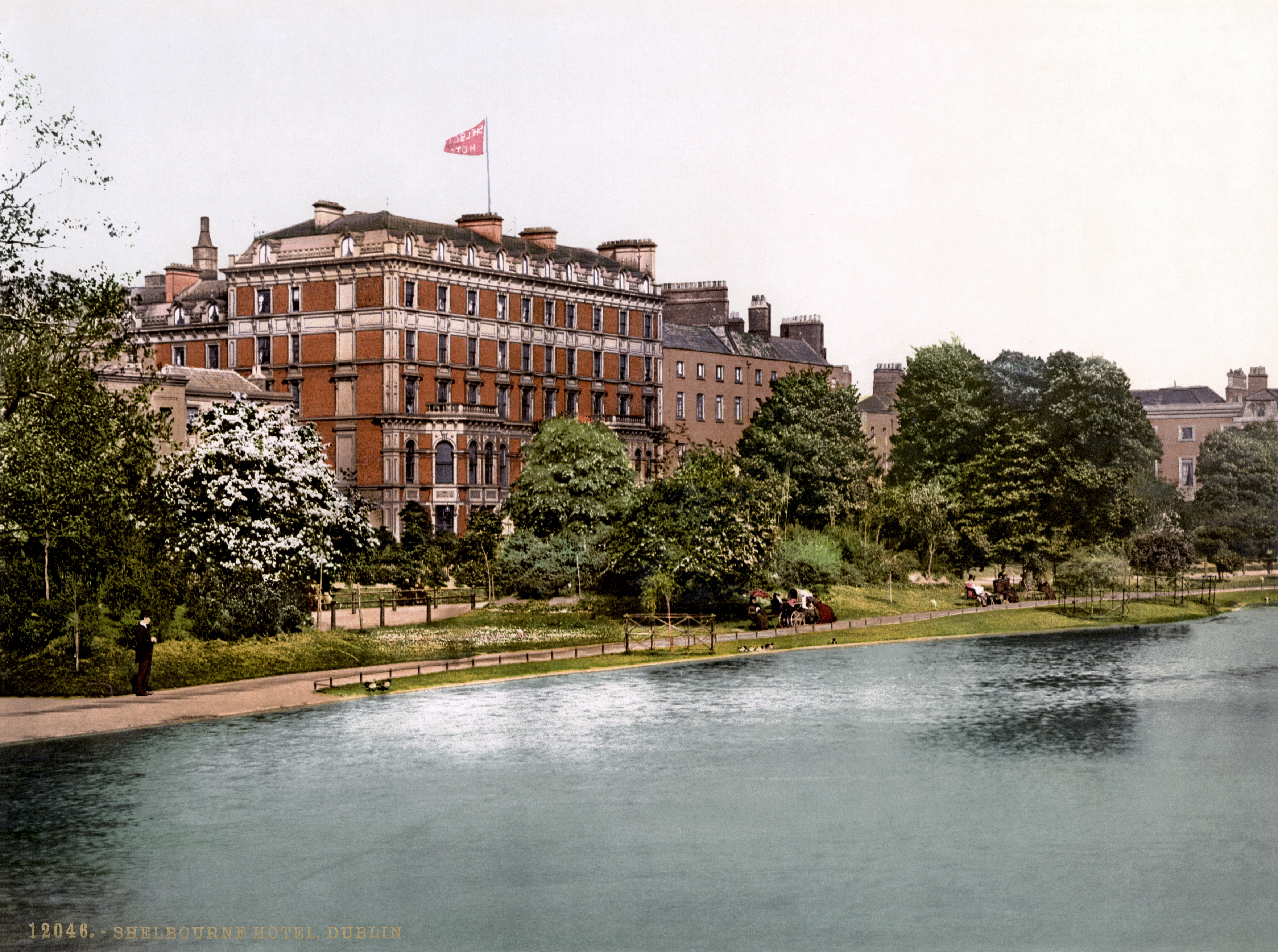
Shelbourne Hotel, circa 1900

Fue fundado en 1824 por Martin Burke, hostelero de Tipperary, tras adquirir tres casas en St Stephen's Green, la plaza ajardinada más grande de Europa. Fue diseñado por John McCurdy, con el estudio de M. M. Barbezet de París, que realizó las estatuas externas, las dos princesas nubias y sus esclavas. Se denominó El Shelbourne, por William Petty, 2.º Conde de Shelburne.
A principios de 1900, Alois Hitler, el hermanastro de Adolf Hitler, trabajó en el hotel mientras estaba en Dublín. Durante el Levantamiento de Pascua de 1916 fue ocupado por tropas británicas bajo el mando del Capitán Andrews, para contrarrestar al Ejército de Ciudadano irlandés y las fuerzas voluntarias de Michael Mallin.
La Constitución de Irlanda se redactó en 1922 en la habitación 112, y desde entonces es conocida como La Habitación de la Constitución.
Fue reabierto en marzo de 2007 tras ser remodelado durante 18 meses.

## Literatura
El hotel ha aparecido en dos novelas, la de Elizabeth Bowen y 'El Shelbourne y su gente', de Michael O'Sullivan, además, la novela Ulysses de James Joyce le hace referencia.